# 龜南站
龜南站（：／ Gunam yeok */?）是釜山地鐵2號線沿線的一座地下車站，位於韓國釜山廣域市北區龜浦洞。

## 車站結構
站體為2面2線曲線式設計側式月台的地下車站，候車月台設有月台幕門，並有4處出口。

### 月台配置
| 毛羅 ↑ |
| \| 上  |
| ↓ 龜明 |

| 月台 | 路線               | 目的地                             |
| ---- | ------------------ | ---------------------------------- |
| 上行 | ●釜山都市铁道2号线 | 沙上、西面、大淵、金蓮山、萇山方向 |
| 下行 | ●釜山都市铁道2号线 | 德川、湖浦、梁山方向               |

## 歷史
- 1999年6月30日：落成啟用。

## 車站周邊
- 北區廳
- 龜浦圖書館
- 龜浦學生野營場
- 龜浦2洞治安中心
- 龜浦大橋（朝鲜语：구포대교）
- 龜浦中學
- 釜山白楊高校
- 釜山科技大學（朝鲜语：부산과학기술대학교）
- 龜浦站（韓國鐵道公社）

## 圖片

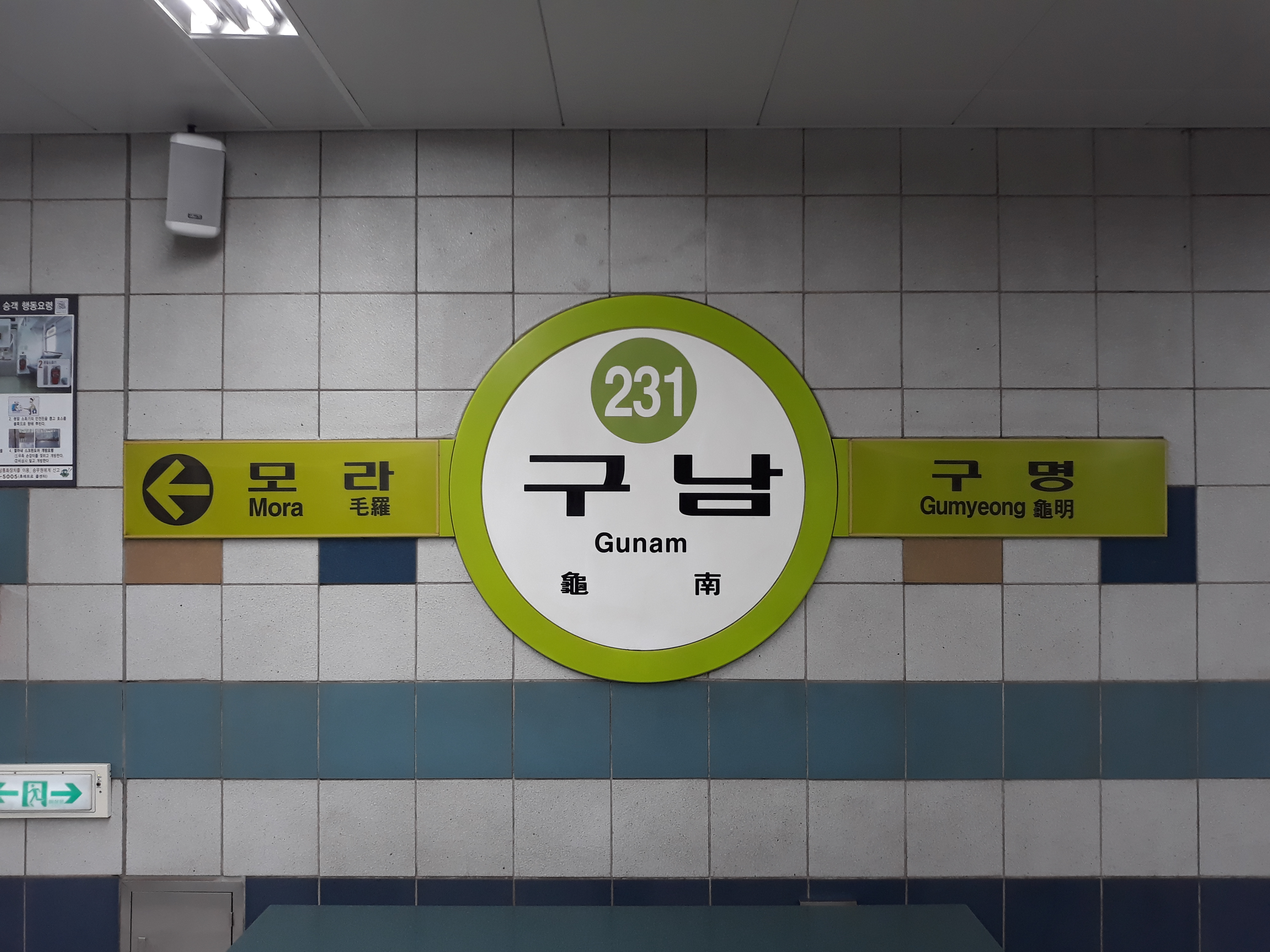
站名牌
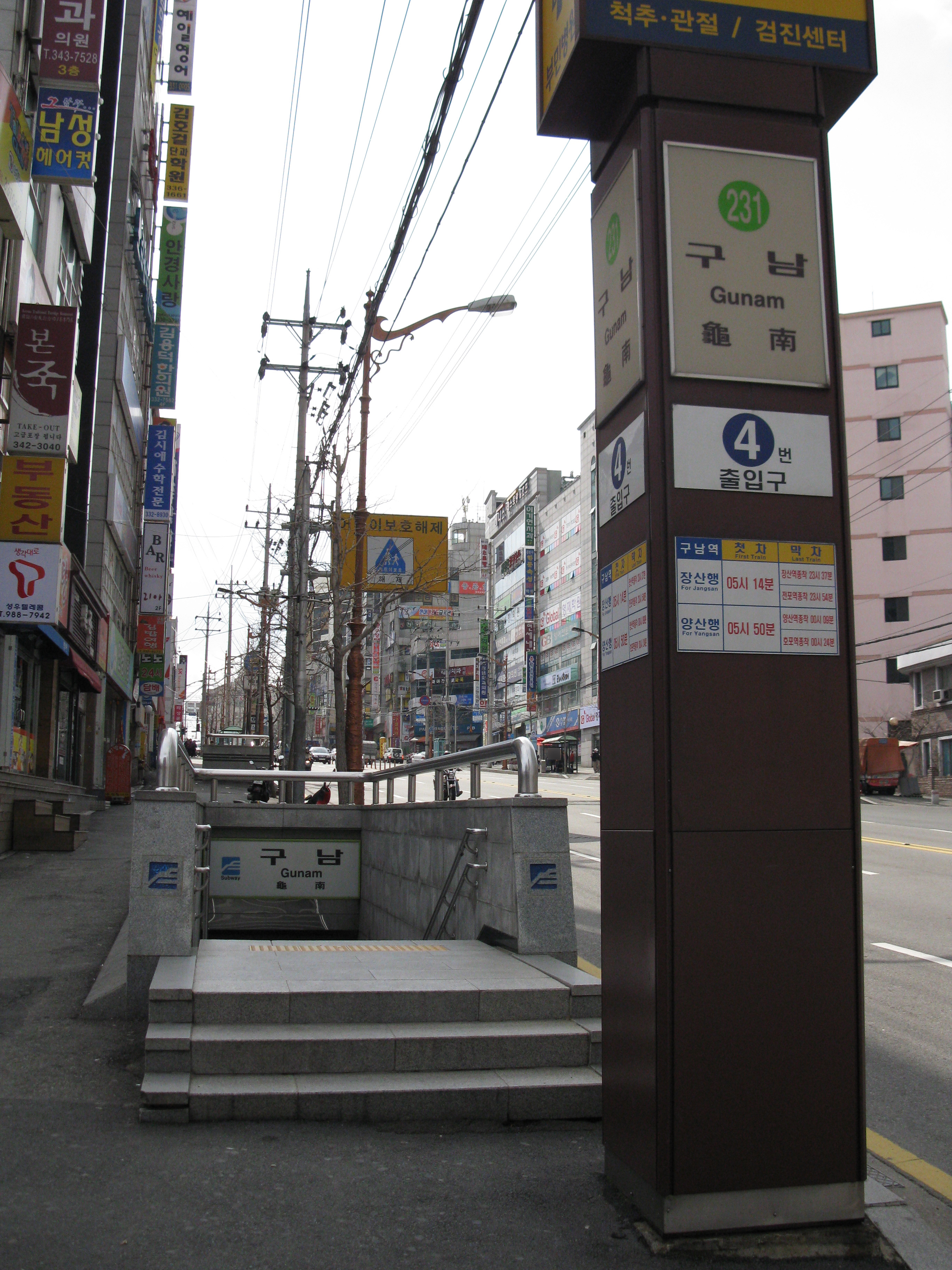
4號出口

## 相鄰車站
釜山交通公社
●釜山都市铁道2号线
毛羅（230）－龜南（231）－龜明（232）